# François Drogou
François Marie Drogou (Bohars, 30 dicembre 1904 – Isole Kerkenna, 15 dicembre 1940) è stato un militare francese, tra i primi ad aderire alle Forces navales françaises libres dopo la firma dell'armistizio del 22 giugno 1940. Dichiarato Mort pour la France, già Cavaliere della Legion d'onore, fu insignito postumo dell'Ordre de la Libération,  della Croix de guerre 1939-1945 e della Médaille de la Résistance.

## Biografia
Nacque il 30 dicembre 1904 a Bohars, Finistère, figlio di François e di Marie Françoise Cloatre.  Nel 1923 si arruolò nella Marine nationale iniziando a frequentare  la École navale, da cui uscì con il grado di enseigne de vaisseau de 2e classe. Il suo primo imbarco fu sull'incrociatore corazzato Jeanne d'Arc, dove rimase fino al 1926 quando fu trasferito sulla nave da battaglia Paris.
Promosso enseigne de vaisseau de 1re classe nel 1927, fu assegnato al cacciatorpediniere Enseigne Gabolde sino al 1928, e poi alla nave da battaglia Condorcet. Dal 1 ottobre 1928 frequentò un corso presso la Scuola per ufficiali siluristi, e tra l'aprile 1929 e il maggio 1931 fu in servizio sull'incrociatore leggero Primaguet.
Divenuto tenente di vascello il 18 ottobre 1932, si specializzò nella guerra sommergibili prestando servizio sul sottomarino Argo, dove ottenne il certificato di attitudine alla navigazione sommergibili. Il 1 agosto 1933 si imbarcò, come secondo il comando, sul sottomarino Oréade, passando poi sul  Monge il 1 settembre 1934. A bordo di quest'ultimo effettuò una crociera in Indocina nel corso del 1937. Nell'agosto 1937 a Biserta assunse il comando del sottomarino Orion, ricoprendo tale incarico fino al luglio 1939. Il 31 dicembre 1937 fu insignito della Croce di Cavaliere della Legion d'onore.
La Francia entrò nella seconda guerra mondiale il 3 settembre 1939, ed egli nei primi mesi di guerra prestò servizio nella 3ª Squadra sottomarini. Nel febbraio 1940 assunse il comando del sottomarino Narval, operante nel Mar Mediterraneo.  Di base a Sousse, in Tunisia, il Narval controllava il traffico navale italiano verso la Libia mentre infuriava la battaglia di Francia nella Francia continentale. Il Regno d'Italia entrò in guerra a fianco della Germania il 10 giugno 1940, e la situazione sul Continente si fece drammatica per la Francia, tanto che il 18 giugno il generale Charles De Gaulle lanciò un appello alla radio che, anche in caso di sconfitta in Europa, la Francia continuasse a combattere a fianco della Gran Bretagna e degli altri paesi Alleati.
Alla firma dell'armistizio del 22 giugno 1940 il Narval si trovava nel porto di Sousse, e saputo che l'armistizio doveva entrare ufficialmente in vigore il 25 dello stesso mese decise di salpare. Fatto opera di convincimento su parte dell'equipaggio, lasciò a terra 31 marinai che avevano deciso di non aderire all'iniziativa, non informò il comandante della divisione sottomarini dei suoi piani, e la sera del giorno 24 prese il mare per raggiungere Malta. Mentre era in navigazione lanciò una comunicazione radio al suo dipartimento navale diventata famosa: Tradimento su tutta la linea, Io faccio rotta su un porto inglese.  Arrivato sull'isola il giorno 26, lui, l'equipaggio e il battello entrarono in servizio nelle Forces navales françaises libres. Il Narval fu la prima nave francese a rispondere all'appello di de Gaulle, e l'unico sottomarino francese nel Mediterraneo a farlo.
Promosso capitano di corvetta il 29 agosto 1940, mantenne il comando del Narval e nonostante le gravi difficoltà di equipaggio ed addestramento effettuò tre missioni di pattugliamento al largo della Libia. La sua prima missione fu effettuata insieme al sottomarino della Royal Navy britannica Rorqual dal 25 settembre all'8 ottobre 1940, seguita da una seconda dal 25 ottobre al 3 novembre 1940 tra Lampedusa e le isole Kerkenna.
Durante una terza missione davanti alle acque di Derna, Africa Settentrionale Italiana, iniziata il 2 dicembre, il Narval scomparve con tutto l'equipaggio il 15 dicembre 1940. François Drogou fu promosso postumo al grado di capitano di fregata il 1 febbraio 1941.
I subacquei italiani hanno scoperto il relitto del Narval, con la prua spaccata apparentemente per l'urto contro una mina appartenente ad un campo minato difensivo francese, al largo delle isole Kerkenna nel Golfo di Gabès nell'ottobre 1957.
L'8 aprile 1947 fu citato all'Ordine del giorno dell'Armata navale a titolo postumo con la seguente motivazione: Imbarcato sul sottomarino Narval, e gloriosamente sparito il 14 dicembre 1940 con il suo bastimento, affondato nel corso di un pattugliamento.
In suo onore a Bohars e Brest gli è stata intitolata una via. Mentre la Marine nationale ha chiamato con il suo nome un avviso della Classe d'Estienne d'Orves. A Brest il suo nome compare sulla stele eretta in omaggio all'equipaggio del Narval sulla spianata del castello. A Tolone il nome di François Drogou è iscritto sul monumento commemorativo dei sommergibilisti eretto nel parco della Tour royale. A Lorient il suo nome figura in una targa commemorativa posta nella base dei sommergibili che si trova nella penisola di Keroman.

### Fonti
1. 1 2  Memorial National des Marins.
2. 1 2 3 4 5 6 7 8 9 10 11 12  Musee de la Résistance.
3. 1 2 3 4 5 6  Ordre de la Liberation.
4. 1 2 3 4 5 6 7 8 9 10 11  École navale.
5. 1 2 3 4  Auphan, Mordal 1959, p. 159.
6. 1 2 3  Wingate 2003, p. 30.
7. ↑  Wingate 2003, p. 29.
8. ↑  Le Telegramme.
9. ↑   Mémorial GenWeb - Monument Narval Brest, su memorialgenweb.org. URL consultato il 22 ottobre 2022.
10. ↑  (FR) Mémorial GenWeb - Monuments sous-mariniers Toulon, su memorialgenweb.org. URL consultato il 12 ottobre 2022.
11. ↑  (FR) Mémorial GenWeb - Plaque commémorative Lorient, su memorialgenweb.org. URL consultato il 13 ottobre 2022..